# Persone di nome Jeremy
| Questa pagina contiene informazioni ricavate automaticamente dalle voci biografiche con l'ausilio del template Bio e di un bot. L'aggiornamento è periodico e automatico e ricostruisce completamente la pagina. Se manca una persona in questa lista, sei pregato di non aggiungerla, ma accertati piuttosto che la sua voce biografica contenga il template Bio e che i dati anagrafici siano correttamente compilati. Se il template Bio manca, inseriscilo tu stesso o, in alternativa, metti l'avviso {{tmp\|Bio}} che ne segnala la mancanza. Se i dati riportati sono sbagliati, correggi direttamente la voce biografica; le modifiche saranno visibili in questa lista entro pochi giorni. Per chiarimenti vedi il progetto antroponimi. La lista contiene solo le 194 persone che sono citate nell'enciclopedia e per le quali è stato implementato correttamente il template Bio. Pagina aggiornata al 22 giu 2025. |

Questa è una lista di persone presenti nell'enciclopedia che hanno il nome Jeremy, suddivise per attività principale.

## Allenatori di baseball(1)
- Jeremy Hefner, allenatore di baseball e ex giocatore di baseball statunitense (Perkins, n. 1986)

## Allenatori di tennis(1)
- Jeremy Bates, allenatore di tennis e ex tennista britannico (Solihull, n. 1962)

## Ammiragli(1)
- Jerry Kyd, ammiraglio britannico (n. 1967)

## Antropologi(1)
- Jeremy Narby, antropologo e scrittore canadese (Montréal, n. 1959)

## Aracnologi(1)
- Jeremy Miller, aracnologo statunitense (Washington, n. 1973)

## Arrampicatori(1)
- Jerry Moffatt, arrampicatore britannico (Leicester, n. 1963)

## Artisti(1)
- Jeremy Deller, artista britannico (Londra, n. 1966)

## Artisti marziali misti(1)
- Jeremy Stephens, artista marziale misto statunitense (Des Moines, n. 1986)

## Astronauti(1)
- Jeremy Hansen, astronauta e aviatore canadese (London, n. 1976)

## Attivisti(1)
- Jeremy Hammond, attivista e hacker statunitense (Chicago, n. 1985)

## Attori(36)
- Jeremy Blackman, attore, musicista e cantante statunitense (n. 1987)
- Jeremy Bobb, attore statunitense (Dublin, n. 1981)
- Jeremy Brett, attore britannico (Berkswell, n. 1933 - Londra, † 1995)
- Jeremy Bulloch, attore britannico (Market Harborough, n. 1945 - Londra, † 2020)
- Jeremy Davidson, attore e regista statunitense (Vestal, n. 1971)
- Jeremy Davies, attore statunitense (Traverse City, n. 1969)
- Jeremy Dyson, attore, scrittore e sceneggiatore britannico (Leeds, n. 1966)
- Jeremy Foley, attore statunitense (Albuquerque, n. 1983)
- Jeremy Irons, attore britannico (Cowes, n. 1948)
- Jeremy Irvine, attore britannico (Gamlingay, n. 1990)
- Jeremy Jackson, attore e cantante statunitense (Newport Beach, n. 1980)
- Jeremy Jordan, attore e cantante statunitense (Corpus Christi, n. 1984)
- Jeremy Kemp, attore britannico (Chesterfield, n. 1935 - Londra, † 2019)
- Jeremy Licht, attore statunitense (Los Angeles, n. 1971)
- Jeremy London, attore statunitense (San Diego, n. 1972)
- Jeremy Maguire, attore statunitense (n. 2011)
- Jeremy Miller, attore statunitense (West Covina, n. 1976)
- Jeremy Newson, attore britannico (Tunbridge Wells, n. 1947 - † 2020)
- Jeremy Northam, attore britannico (Cambridge, n. 1961)
- Jeremy Piven, attore statunitense (New York, n. 1965)
- Jeremy Pope, attore, cantante e ballerino statunitense (Orlando, n. 1992)
- Jeremy Ratchford, attore canadese (Kitchener, n. 1965)
- Jeremy Renner, attore e musicista statunitense (Modesto, n. 1971)
- Jeremy Secomb, attore e cantante australiano (n. 1972)
- Jeremy Shada, attore, doppiatore e cantante statunitense (Boise, n. 1997)
- Jeremy Shamos, attore statunitense (New York, n. 1970)
- Jeremy Sheffield, attore e ex ballerino britannico (Chelmsford, n. 1966)
- Jeremy Sims, attore e regista australiano (Perth, n. 1966)
- Jeremy Sisto, attore statunitense (Grass Valley, n. 1974)
- Jeremy Slate, attore statunitense (Atlantic City, n. 1926 - Los Angeles, † 2006)
- Jeremy Strong, attore statunitense (Boston, n. 1978)
- Jeremy Suarez, attore e doppiatore statunitense (Burbank, n. 1990)
- Jeremy Sumpter, attore statunitense (Monterey, n. 1989)
- Jeremy Swift, attore britannico (Stockton-on-Tees, n. 1960)
- Jeremy Ray Taylor, attore statunitense (Bluff City, n. 2003)
- Jeremy Allen White, attore statunitense (New York, n. 1991)

## Autori di giochi(1)
- Jeremy Crawford, autore di giochi statunitense

## Bassisti(1)
- Jeremy Guns, bassista statunitense

## Batteristi(2)
- Penny Rimbaud, batterista, scrittore e poeta britannico (Northwood, n. 1943)
- Jeremy Stacey, batterista e tastierista britannico (Londra, n. 1963)

## Biatleti(2)
- Jeremy Finello, biatleta svizzero (Ginevra, n. 1992)
- Jeremy Teela, ex biatleta statunitense (Tonasket, n. 1976)

## Biologi(1)
- Jeremy Wade, biologo e personaggio televisivo inglese (Ipswich, n. 1956)

## Calciatori(23)
- Jeremy Agbonifo, calciatore svedese (Göteborg, n. 2005)
- Jeremy Antonisse, calciatore olandese (Rosmalen, n. 2002)
- Jeremy Bokila, calciatore congolese (Repubblica Democratica del Congo) (Kinshasa, n. 1988)
- Jeremy Brockie, ex calciatore neozelandese (Christchurch, n. 1987)
- Jeremy Christie, ex calciatore neozelandese (Whangārei, n. 1983)
- Jeremy Cijntje, calciatore olandese (Willemstad, n. 1998)
- Jeremy Dudziak, calciatore tedesco (Amburgo, n. 1995)
- Jeremy Ebobisse, calciatore statunitense (Parigi, n. 1997)
- Jeremy Goss, ex calciatore gallese (Oekolia, n. 1965)
- Jeremy Hall, ex calciatore statunitense (Tampa, n. 1988)
- Jeremy Helmer, calciatore olandese (Amstelveen, n. 1997)
- Jeremy López, calciatore gibilterriano (Gibilterra, n. 1989)
- Jeremy Mbakogu, calciatore nigeriano (Lagos, n. 1992)
- Jeremy Monga, calciatore inglese (Coventry, n. 2009)
- Jeremy Ngakia, calciatore congolese (Repubblica Democratica del Congo) (Deptford, n. 2000)
- Jeremy Petris, calciatore francese (Bagnolet, n. 1998)
- Jeremy Sarmiento, calciatore inglese (Madrid, n. 2002)
- Jeremy Saygbe, calciatore liberiano (Monrovia, n. 2001)
- Jeremy Toljan, calciatore tedesco (Stoccarda, n. 1994)
- Jeremy van Mullem, calciatore olandese (Vlaardingen, n. 1999)
- Jeremy Yasasa, calciatore papuano (n. 1985)
- Jeremy de León, calciatore portoricano (San Juan, n. 2004)
- Jeremy de Nooijer, calciatore olandese (Flessinga, n. 1992)

## Cantanti(6)
- Jaz Coleman, cantante, musicista e compositore britannico (Cheltenham, n. 1960)
- Jeremy Enigk, cantante e chitarrista statunitense (n. 1974)
- Jeremih, cantante, rapper e produttore discografico statunitense (Chicago, n. 1987)
- Jeremy Jordan, cantante e attore statunitense (Hammond, n. 1973)
- Jeremy Loops, cantante sudafricano (Kommetjie, n. 1984)
- Jeremy Spencer, cantante e chitarrista britannico (Hartlepool, n. 1948)

## Cantautori(3)
- Jeremy Camp, cantautore statunitense (Lafayette, n. 1978)
- Jeremy McKinnon, cantautore e produttore discografico statunitense (Ocala, n. 1985)
- Jeremy Zucker, cantautore statunitense (Franklin Lakes, n. 1996)

## Cestisti(20)
- Jeremy Chappell, cestista statunitense (Cincinnati, n. 1987)
- Jeremy Combs, cestista statunitense (Dallas, n. 1995)
- Jeremy Evans, cestista statunitense (Crossett, n. 1987)
- Jeremy Green, ex cestista statunitense (Austin, n. 1990)
- Jeremy Hazell, ex cestista statunitense (Harlem, n. 1986)
- Jeremy Hollowell, cestista statunitense (Cleveland, n. 1994)
- Jeremy Jones, cestista statunitense (San Antonio, n. 1996)
- Jeremy Kelly, ex cestista statunitense (Louisville, n. 1982)
- Jeremy Kench, ex cestista neozelandese (Wellington, n. 1984)
- Jeremy Lamb, ex cestista statunitense (Norcross, n. 1992)
- Jeremy Lin, cestista statunitense (Palo Alto, n. 1988)
- Jeremy Morgan, cestista statunitense (Coralville, n. 1995)
- Jeremy Pargo, cestista statunitense (Chicago, n. 1986)
- Jeremy Richardson, ex cestista statunitense (Allentown, n. 1984)
- Jeremy Senglin, cestista statunitense (Kansas City, n. 1995)
- Jeremy Simmons, cestista statunitense (Zachary, n. 1989)
- Jeremy Sochan, cestista polacco (Guymon, n. 2003)
- Jeremy Tyler, cestista statunitense (San Diego, n. 1991)
- Jeremy Veal, ex cestista statunitense (Los Angeles, n. 1976)
- Jeremy Wise, ex cestista statunitense (Jackson, n. 1986)

## Compositori(2)
- Jeremy Soule, compositore statunitense (Keokuk, n. 1975)
- Jeremy Steig, compositore e flautista statunitense (New York, n. 1942 - Yokohama, † 2016)

## Conduttori televisivi(1)
- Jeremy Clarkson, conduttore televisivo, giornalista e saggista britannico (Doncaster, n. 1960)

## Critici d'arte(1)
- Jeremy Maas, critico d'arte britannico (n. 1928 - † 1997)

## Designer(1)
- Jeremy Burge, designer e animatore australiano (Australia, n. 1984)

## Direttori di coro(1)
- Jeremy Jackman, direttore di coro, compositore e arrangiatore britannico (Londra, n. 1952)

## Dirigenti d'azienda(1)
- Jeremy Grantham, manager britannico (Ware, n. 1938)

## Dirigenti sportivi(1)
- Jeremy Hunt, dirigente sportivo e ex ciclista su strada britannico (Weyburn, n. 1974)

## Drammaturghi(2)
- Jez Butterworth, drammaturgo, sceneggiatore e regista britannico (Londra, n. 1969)
- Jeremy O. Harris, drammaturgo, attore e sceneggiatore statunitense (n. 1989)

## Economisti(1)
- Jeremy Rifkin, economista, sociologo e attivista statunitense (Denver, n. 1945)

## Filosofi(1)
- Jeremy Bentham, filosofo, giurista e economista inglese (Londra, n. 1748 - Londra, † 1832)

## Fisici(1)
- Jeremy Bernstein, fisico statunitense (Rochester, n. 1929)

## Giocatori di baseball(1)
- Jeremy Hellickson, ex giocatore di baseball statunitense (Des Moines, n. 1987)

## Giocatori di football americano(17)
- Jeremy Chinn, giocatore di football americano statunitense (Fishers, n. 1998)
- Jeremy Conley, giocatore di football americano statunitense (Beloit, n. 1991)
- Jeremy Cornelius, ex giocatore di football americano statunitense (Harrisburg)
- Jeremy Ebert, giocatore di football americano statunitense (Hilliard, n. 1989)
- Jeremy Gallon, ex giocatore di football americano statunitense (Apopka, n. 1990)
- Jeremy Harris, giocatore di football americano statunitense (Los Angeles, n. 1991)
- Jeremy Hill, giocatore di football americano statunitense (Baton Rouge, n. 1992)
- Jeremy Kerley, giocatore di football americano statunitense (Austin, n. 1988)
- Jeremy Lane, giocatore di football americano statunitense (Tyler, n. 1990)
- Jeremy Langford, giocatore di football americano statunitense (Wayne, n. 1991)
- Jeremy Maclin, ex giocatore di football americano statunitense (Chesterfield, n. 1988)
- Jeremy Mincey, giocatore di football americano statunitense (Statesboro, n. 1983)
- Jeremy Reaves, giocatore di football americano statunitense (Pensacola, n. 1996)
- Jeremy Shockey, ex giocatore di football americano statunitense (Ada, n. 1980)
- Jeremy Stewart, giocatore di football americano statunitense (Baton Rouge, n. 1989)
- Jeremy Trueblood, giocatore di football americano statunitense (Indianapolis, n. 1983)
- Jeremy Ware, ex giocatore di football americano statunitense (Fort Myers, n. 1986)

## Giornalisti(3)
- Jeremy Borash, commentatore televisivo statunitense (Minneapolis, n. 1974)
- Jeremy Paxman, giornalista britannico (Leeds, n. 1950)
- Jeremy Scahill, giornalista statunitense (Chicago, n. 1974)

## Hockeisti su ghiaccio(3)
- Jeremy Morin, hockeista su ghiaccio statunitense (Auburn, n. 1991)
- Jeremy Rebek, ex hockeista su ghiaccio canadese (Sault Sainte Marie, n. 1976)
- Jeremy Roenick, ex hockeista su ghiaccio statunitense (Boston, n. 1970)

## Imprenditori(1)
- Jeremy Jaynes, imprenditore statunitense (n. 1974)

## Ingegneri(1)
- Jeremy Burgess, ingegnere australiano (Adelaide Hills, n. 1953)

## Modelli(1)
- Jeremy Meeks, modello statunitense (Tacoma, n. 1984)

## Musicisti(2)
- Jerry Dammers, musicista britannico (n. 1955)
- Jeremy Michael Ward, musicista statunitense (Fort Worth, n. 1976 - Los Angeles, † 2003)

## Nuotatori(1)
- Jeremy Linn, ex nuotatore statunitense (Harrisburg, n. 1976)

## Pattinatori artistici su ghiaccio(1)
- Jeremy Abbott, ex pattinatore artistico su ghiaccio statunitense (Aspen, n. 1985)

## Pattinatori di velocità su ghiaccio(1)
- Jeremy Wotherspoon, pattinatore di velocità su ghiaccio canadese (Humboldt, n. 1976)

## Pentatleti(1)
- Jeremy Fox, pentatleta britannico (Pewsey, n. 1941 - † 2023)

## Piloti automobilistici(1)
- Jerry Unser, pilota automobilistico statunitense (Colorado Springs, n. 1932 - Indianapolis, † 1959)

## Piloti motociclistici(5)
- Jeremy Alcoba, pilota motociclistico spagnolo (Tortosa, n. 2001)
- Jeremy Lusk, pilota motociclistico statunitense (San Diego, n. 1984 - San Jose, † 2009)
- Jeremy McGrath, pilota motociclistico statunitense (San Francisco, n. 1971)
- Jeremy McWilliams, pilota motociclistico britannico (Belfast, n. 1964)
- Jeremy Seewer, pilota motociclistico svizzero (Bülach, n. 1994)

## Polistrumentisti(1)
- Fred Frith, polistrumentista e compositore inglese (Heathfield, n. 1949)

## Politici(3)
- Jeremy Corbyn, politico britannico (Chippenham, n. 1949)
- Jeremy Hunt, politico britannico (Kennington, n. 1966)
- Jeremy Sambrooke, VI baronetto, politico inglese (n. 1703 - † 1740)

## Produttori cinematografici(3)
- Jeremy Kleiner, produttore cinematografico statunitense (n. 1976)
- Jeremy Thomas, produttore cinematografico, regista e montatore britannico (Londra, n. 1949)
- Jeremy Zag, produttore cinematografico, imprenditore e compositore francese (n. 1985)

## Pugili(1)
- Jerry Page, ex pugile statunitense (Columbus, n. 1961)

## Rapper(4)
- Werenoi, rapper francese (Melun, n. 1994 - Parigi, † 2025)
- Yung Bleu, rapper e cantautore statunitense (Mobile, n. 1994)
- Mestizo, rapper statunitense (San Jose, n. 1981)
- 2 Pistols, rapper statunitense (Tarpon Springs, n. 1983)

## Registi(5)
- Jeremy Brock, regista, attore e sceneggiatore britannico (Malvern, n. 1959)
- Jeremy Kagan, regista, sceneggiatore e produttore televisivo statunitense (Mount Vernon, n. 1945)
- Jeremy Podeswa, regista e sceneggiatore canadese (Toronto, n. 1962)
- Jeremy Saulnier, regista, sceneggiatore e direttore della fotografia statunitense (Alexandria, n. 1976)
- Jeremy Summers, regista britannico (St Albans, n. 1931 - Welwyn Garden City, † 2016)

## Registi teatrali(1)
- Jeremy Herrin, regista teatrale e direttore artistico britannico (New York, n. 1970)

## Religiosi(1)
- Jeremy Taylor, religioso inglese (Cambridge, n. 1613 - Lisburn, † 1667)

## Rugbisti a 15(3)
- Jeremy Davidson, ex rugbista a 15 e allenatore di rugby a 15 britannico (Belfast, n. 1974)
- Jeremy Guscott, rugbista a 15 britannico (Bath, n. 1965)
- Jeremy Paul, ex rugbista a 15 australiano (Hamilton, n. 1977)

## Scacchisti(2)
- Jeremy Gaige, scacchista, scrittore e giornalista statunitense (New York, n. 1927 - Filadelfia, † 2011)
- Jeremy Silman, scacchista statunitense (Del Rio, n. 1954 - Los Angeles, † 2023)

## Sceneggiatori(2)
- Jeremy Leven, sceneggiatore, regista e scrittore statunitense (South Bend, n. 1941)
- Jeremy Slater, sceneggiatore, produttore televisivo e produttore cinematografico statunitense

## Sciatori alpini(2)
- Jeremy Nobis, sciatore alpino statunitense (Madison, n. 1970 - Cedar City, † 2023)
- Jeremy Transue, ex sciatore alpino statunitense (Catskill, n. 1983)

## Scrittori(1)
- Jeremy Larner, scrittore e sceneggiatore statunitense (Olean, n. 1937)

## Storici(1)
- Jerry Brotton, storico britannico (Bradford, n. 1969)

## Traduttori(1)
- Jeremy Blaustein, traduttore statunitense (Long Island, n. 1966)

## Velocisti(2)
- Jeremy Dodson, velocista statunitense (New York, n. 1987)
- Jeremy Wariner, ex velocista statunitense (Irving, n. 1984)

## Wrestler(2)
- Jerry Lynn, ex wrestler statunitense (Minneapolis, n. 1963)
- Eric Young, wrestler canadese (Florence, n. 1979)

## Senza attività specificata(2)
- Jeremy Bright, statunitense (Baltimora, n. 1972)
- Andy Johns, tecnico del suono britannico (Epsom, n. 1950 - Los Angeles, † 2013)